# Бернштейн Михайло Давидович (художник)
Михайло Давидович Бернште́йн (нар. 9 лютого 1875, Ростов-на-Дону — пом. 9 травня 1960, Ленінград) — російський і радянський художник і педагог. Чоловік художниці Катерини Турової.

## Біографія
Народився 28 січня [9 лютого] 1875 року в місті Ростові-на-Дону (нині Росія). Живопису навчався упродовж 1894—1899 років у Лондоні; у 1899—1901 роках — у Мюнхені і Парижі; у 1901—1903 роках — в Петербурзькій академії мистецтв у Іллі Рєпіна.
Протягом 1907—1916 років викладав у заснованій ним художній школі у Санкт-Петербурзі. 1916 року переїхав до Житомира, де по 1924 рік викладав у місцевій художній школі, потім з 1924 по 1932 рік був викладачем у Київському художньому інституті. У 1932 році повернувся до Ленінграда, де до 1948 року викладав у Ленінградському інституті живопису, скульптури та архітектури імені Іллі Рєпіна (професор з 1948 року), а з 1948 по 1950 рік працював викладачем у Ленінградському вищому художньо-промисловому училищі. Помер у Ленінграді 9 травня 1960 року.

## Творчість
Працював у галузях станкового живопису і станкової графіки. З 1902 року на виставках Академії мистецтв експонував свої роботи, зокрема: «Портрет пані К.», «Балакуни» та інші.
Автор книги «Проблемы учебного рисунка» (Ленінград, 1940), низки статей з методики рисунка.